# 인제중학교
인제중학교(麟蹄中學校)는 대한민국 강원특별자치도 인제군 인제읍 상동리에 있는 공립 중학교이다.

## 학교 연혁
- 1954년 5월 10일 : 인제 중학교 설립인가
- 1954년 9월 15일 : 인제 중학교 개교
- 2011년 3월 1일 : 인제 중고등학교 병설에서 단설중학교로 전환
- 2025년 1월 3일 : 제71회 졸업식(70명, 누계 8,575명)
- 2025년 3월 1일 : 제7대 신현창 교장 취임
- 2025년 3월 4일 : 신입생 입학식(117명)

## 참고 자료
- 인제중학교 - 한국교육학술정보원 학교알리미